# Jardins de Frida Kahlo
Els jardins de Frida Kahlo són una zona verda del barri barceloní de la Vall d'Hebron, ocupa una franja de 0,84 hectàrees paral·lela a la ronda de Dalt entre els carrers Berruguete i Jorge Manrique. Juntament amb altres espais verds del barri com les places de les Sibil·les, Joan Cornudella, Josep Pallach i els jardins de Rosa Luxemburg, de Can Bassó i el parc de les Rieres d'Horta, formen un ampli corredor verd entre els Tres Turons i el parc de Collserola. Els jardins foren batejats l'any 1999 en honor de la pintora mexicana Frida Kahlo.

## Disseny
Els jardins són coneguts per la gent del barri com els jardins de l'estrella, per la forma estrellada de diferents parterres que es troben al jardí així com la forma trencada i estrellada de l'espai de sauló central. Les zones enjardinades estan disposades al voltant d'aquestes formes irregulars, espais on predomina la vegetació arbòria i arbustiva mediterrània. El costat limítrof amb la ronda de Dalt, hi ha uns talussos en forma de petit turó per tal d'aïllar el soroll del trànsit provinent de la ronda. Un camí pavimentat divideix transversalment l'espai central de sauló en dos. Al sector nord genera una petita placeta on hi ha un escenari de fusta amb forma estrellada i una cistella de bàsquet. A l'altre extrem dels jardins s'hi ubica l'edifici del Casal de Gent Gran de la Vall d'Hebron. Al voltant del casal hi ha unes pistes de petanca i uns horts urbans.

## Vegetació
Als talussos enjardinats del sector muntanya, limitant amb la ronda, hi trobem diversos exemplars de lledoners (Celtis australis), oms de Sibèria (Ulmus pumila), xiprers (Cupressus sempervirens), pins pinyoners (Pinus pinea) i pollancres (Populus nigra). Els acompanyen arbusts arbustos típics del sotabosc mediterrani com el romaní (Rosmarinus officinalis), l'arç blanc (Crataegus monogyna), l'olivereta (Ligustrum vulgare) i el piracant (Pyracantha angustifolia).
A la banda de mar, també trobem espècies arbòries acompanyades amb sotabosc, però en diferent composició. Aquí hi trobem magnòlies (Magnolia grandiflora), lledoners (Celtis australis) i tipuanes (Tipuana tipu) acompanyats amb arbustos com l'hibisc de Síria (Hibiscus syriacus), la troana (Ligustrum lucidum) i el pitòspor (Pittosporum tobira) i tanques de xiprers.
Al sector nord, al voltant de l'escenari, trobem llorer-cirer (Prunus laurocerasus), llorers (Laurus nobilis), xiprers de diferents espècies (Cupressus macrocarpa i C. sempervirens), tipuanes i més magnòlies.